# Midori no Kaze
Midori no Kaze (jap. みどりの風, „Grüner Wind“) ist eine nicht mehr aktive politische Partei in Japan. Als Partei wurde sie im November 2012 von den Mitgliedern der bisherigen Fraktion gleichen Namens im Sangiin, dem Oberhaus des nationalen Parlaments, zusammen mit dem kurz zuvor beigetretenen Shūgiinabgeordneten Makoto Yamazaki (Verhältniswahl Südkantō, vorher Demokratische Partei) gegründet.
Als Fraktion war Midori no Kaze im Juli 2012 von vier Sangiinabgeordneten gegründet worden, die aus den Regierungsparteien ausgetreten oder ausgeschlossen worden waren, namentlich Kuniko Tanioka (Aichi, ehemals DP), Yasue Funayama (Yamagata, ehemals DP), Kuniko Kōda (Saitama, ehemals DP) und Akiko Kamei (Shimane, ehemals Neue Volkspartei).
Midori no Kaze stellte sich gegen die beschlossene Mehrwertsteuererhöhung, eine mögliche Teilnahme an der Transpazifischen strategischen wirtschaftlichen Partnerschaft (TPP) und die Atomkraft.
Bei der Parteigründung erklärte die bisherige Sozialdemokratin Tomoko Abe (Shūgiin, Verhältniswahl Süd-Kantō), ebenfalls der Partei beitreten zu wollen. Eriko Fukuda, die bei der Shūgiin-Wahl 2009 im Wahlkreis Nagasaki 2 Ex-Verteidigungsminister Fumio Kyūma bezwungen hatte, verließ die Demokratische Partei am 16. November 2012, um Midori no Kaze beizutreten. Am 19. November folgte der bisherige Demokrat Akihiro Hatsushika (Shūgiin, Wahlkreis Tokio 16).
Bei der Gründung der Nippon Mirai no Tō als Sammelpartei der bürgerlichen Atomkraftgegner am 28. November 2012 beschloss die Midori no Kaze, nicht bei der bevorstehenden Shūgiin-Wahl 2012 anzutreten; die beigetretenen bzw. beitrittswilligen Shūgiin-Abgeordneten schlossen sich der Mirai no Tō an. Als eigenständige Sangiin-Fraktion sollte Midori no Kaze zunächst weiterbestehen. Ende Dezember 2012 traten nach der Spaltung der Nippon Mirai no Tō Shizuka Kamei und der Sangiinabgeordnete Makoto Hirayama der Midori no Kaze bei, womit sie vor der Zuteilung der staatlichen Parteienfinanzierung für 2013 zum Jahreswechsel erneut den rechtlichen Status als politische Partei erreichte.
Kuniko Kōda verließ die Partei im März 2013, um für die bevorstehende Sangiin-Wahl zur Minna no Tō zu wechseln. Im Mai 2013 trat Tomoko Abe, inzwischen einzige Abgeordnete und Vorsitzende der Nippon Mirai no Tō, Midori no Kaze bei. Bei der Sangiin-Wahl 2013 verloren alle Abgeordneten der Midori no Kaze ihre Sitze. Mit nur noch zwei Abgeordneten im nationalen Parlament war die Partei erneut auf den Status einer „politischen Vereinigung“ reduziert und ist inzwischen praktisch aufgelöst – die beiden letzten Abgeordneten Kamei und Abe geben 2014 keine Zugehörigkeit zur Midori no Kaze mehr an.